# Ike Weir
Ike Weir, właśc. Isaac O’Neil Weir (ur. 5 lutego 1867 w Lurgan, zm. 12 września 1908 w Chelsea w Massachusetts) – irlandzki bokser, uznawany za pierwszego zawodowego mistrza świata kategorii piórkowej.
Pierwszą walkę zawodową stoczył w 1885. W następnym roku przybył do Bostonu, by tam kontynuować karierę pięściarską. Po pokonaniu Jacka Farrella przez nokaut w 6. rundzie 24 stycznia 1887 w Ridgefield ogłosił się mistrzem świata wagi piórkowej do 124 funtów. Obronił ten tytuł nokautując w 36. rundzie Jacka Williamsa 11 marca 1887 w Westerly, wygrywając w 21. rundzie z Willie Clarkiem 30 kwietnia 1887 w Nowym Jorku, remisując z Jackiem Havlinem 20 lipca 1887 w Westerly i z Tommym Warrenem 12 grudnia 1887 w Minneapolis oraz nokautując w 7. rundzie Tommy'ego Millera 23 stycznia 1888 w Minneapolis.
31 marca 1889 w Kouts Weir zremisował po 80 rundach z Frankiem Murphym. Obaj bokserzy uznali się następnie za mistrzów świata w kategorii do 120 funtów. Weir stracił tytułu mistrzowski, gdy Torpedo Billy Murphy znokautował go 11 stycznia 1890 w San Francisco. Stoczył walkę o mistrzostwo w wadze do 122 funtów z Johnnym Griffinem 25 kwietnia tego roku w Nantucket, ale została przerwana przez policję w 4. rundzie.
Znokautował Torpedo Billy'ego Murphy'ego w 6. rundzie 2 listopada 1893 w Bostonie, podtrzymując swoje roszczenia do tytułu mistrza świata w wadze do 122 funtów. 17 marca 1894 w Chicago zmierzył się z Youngiem Griffo, który kilkakrotnie powalał go na deski, zanim policja przerwała walkę w 3. rundzie. Potem Weir stoczył tylko jedną walkę w 1894 i jedną w 1898. 
Zmarł w biedzie po długiej chorobie w 1908.